# Gordelkardinaalbaars
De gordelkardinaalbaars (Apogon townsendi) is een straalvinnige vissensoort uit de familie van kardinaalbaarzen (Apogonidae). De wetenschappelijke naam van de soort is voor het eerst geldig gepubliceerd in 1927 door Breder.